# لو (خواننده فرانسوی)
لو ژان (انگلیسی: Lou Jean؛ زادهٔ ۲۷ ژانویه ۲۰۰۴) خواننده و بازیگر فرانسوی است. او برای نخستین بار به وسیله برنامه استعدادیابی صدای کودکان بر روی تلویزیون ظاهر شد و از همان‌جا استعداد او کشف گردید او بعد از کشف شدن بر روی اولین آلبوم خود به‌نام لو کار کرد که در ژوئیه سال ۲۰۱۷ منتشر شد.